# Bonga (Etiopia)
Bonga – miasto w Etiopii, stolica Regionu Ludów Etiopii Południowo-Zachodniej. Według danych szacunkowych na rok 2015 liczy 39 800 mieszkańców.